# Laurien Vermulst
Laurien Jacqueline Maria (Laurien) Vermulst ('s-Hertogenbosch, 14 juni 1960) is een voormalige Nederlandse roeister. Verschillende malen vertegenwoordigde ze Nederland bij grote internationale wedstrijden. Ze werd wereldkampioene roeien op het onderdeel "lichte dubbel-twee" en won viermaal een zilveren medaille op het onderdeel "lichte skiff". Ook nam ze tweemaal deel aan de Olympische Spelen, maar won hierbij geen medailles.
In 1992 maakte ze haar olympische debuut bij de Olympische Spelen van Barcelona op het roeionderdeel dubbel-vier. Hierbij drong ze door tot de finale, waar ze met een tijd van 6.32,40 genoegen moest nemen met een vierde plaats. Vier jaar later op de Olympische Spelen van Atlanta nam ze deel aan de lichte dubbel-twee. In de finale finishte ze ditmaal als zesde in 7.21,92.
In haar actieve tijd was ze lid bij de Utrechtse studentenroeivereniging Triton en de Amsterdamse roeivereniging Willem III. Ze studeerde psychologie en werd werkzaam in de informatie-technologie branche. Later werd ze trainer.

## Titels
- Wereldkampioene lichte dubbel-twee - 1988

## Palmares

### roeien (lichte skiff)
- 1985: 10e WK - 8.13,06
- 1990: 9e Wereldbeker II - 7.12,13
- 1990: 8e Wereldbeker IV - 7.32,42
- 1990:  WK - 8.14,58
- 1991: 4e Wereldbeker II - 8.51,30
- 1991: 9e Wereldbeker V - 7.40,18
- 1991:  WK - 7.32,41
- 1993:  WK - 7.51,37
- 1994:  WK - 7.35,81

### roeien (lichte dubbel-twee)
- 1987: 5e WK - 8.57,52
- 1988:  WK - 7.11,85
- 1996: 6e OS - 7.21,91

### roeien (dubbel-vier)
- 1983: 6e WK - 3.14,16
- 1992: 4e OS - 6.32,40

Laurien Vermulst · 
Marjan Pentenga · 
Anita Meiland · 
Harriet van Ettekoven
Laurien Vermulst · 
Ellen Meliesie